# Columba pollenii
Columba pollenii е вид птица от семейство Гълъбови (Columbidae). Видът е почти застрашен от изчезване.

## Разпространение
Видът е разпространен в Коморските острови и Майот.